# Julie Braun-Vogelstein
Julie Braun-Vogelstein (geboren 26. Januar 1883 in Stettin; gestorben 6. Februar 1971 in New York) war eine deutsche Kunsthistorikerin, Journalistin und Schriftstellerin.

## Leben
Julie Vogelstein war eine Tochter des Rabbiners Heinemann Vogelstein, unter ihren Geschwistern waren der Rabbiner Hermann Vogelstein, der Industrielle Ludwig Vogelstein und der Industrielle Theodor Vogelstein. Sie studierte Archäologie, Kunstgeschichte, Geschichte und Philosophie in Berlin (als eine der ersten Frauen in Preußen), München, Paris, London und Wien und wurde zum Dr. phil. promoviert. Sie war seit 1920 mit dem Publizisten Heinrich Braun verheiratet. Nach der Machtübergabe an die Nationalsozialisten 1933 floh sie nach Paris. 1936 emigrierte sie in die USA und lebte später in New York. Dort hatte sie auch einen Sitz im Board des Leo Baeck Instituts.
Neben eigenen Publikationen gab sie die gesammelten Werke der Frauenrechtlerin Lily Braun, der 1916 gestorbenen ersten Frau ihres Mannes, heraus sowie die Gedichte, Tagebuchaufzeichnungen und Briefe des hochbegabten, mit zwanzig Jahren gegen Ende des Ersten Weltkriegs gefallenen Sohnes von Heinrich und Lily, Otto Braun.

## Schriften
- Von französischer Buchmalerei, München 1914
- Interieur und Stilleben, Berlin 1915
- Otto Braun – Aus nachgelassenen Schriften eines Frühvollendeten, Berlin 1919
- Die ionische Säule, Berlin u. a.1921
- Lily Braun. Ein Lebensbild, Berlin 1922
- Ein Menschenleben. Heinrich Braun und sein Schicksal, Tübingen 1932
- Art – The Image of the West, New York 1952
- Geist und Gestalt der abendländischen Kunst, Den Haag 1957
- Was niemals stirbt – Gestalten und Erinnerungen, Stuttgart 1966
- Heinrich Braun – Ein Leben für den Sozialismus, Stuttgart 1967
- Fragment der Zukunft, Stuttgart 1969